# Liste des artistes des biographies de Bernardo De Dominici
Cette liste des artistes des biographies de Bernardo De Dominici est extraite des Vite dei Pittori, Scultori, ed Architetti Napolitani de Bernardo De Dominici, peintre et historien de l'art italien spécialiste de l'école napolitaine de l'époque baroque, publié en 3 volumes en 1742, à la Stamperia del Ricciardi, à Naples.
Ceci lui a valu  le titre de Vasari napolitain, car son ouvrage comporte les biographies d'artistes  des peintres, sculpteurs, et architectes napolitains, comprenant les vies et carrières de dizaines d'artistes, parmi lesquelles doivent être mentionnés celles de Belisario Corenzio, Masuccio Primo, Luca Giordano, Jusepe de Ribera, Pacecco de Rosa, Francesco Solimena, Massimo Stanzione.

## Volume I
1. Giovanni Antonio di Amato Il Vecchio, pages 320-326.
2. Angiolillo (Roccaderamo), pages 151-154.
3. Antonio Bamboccio, pages 142-150.
4. Buono de Buoni et son fils, Silvestro, pages 186-197.
5. Andrea Ciccione, pages 87–96.
6. Belisario Corenzio, pages 292-318.
7. Pietro et Polito del Donzello, pages 155-167.
8. Gasparo Ferrata, pages 206-209.
9. Agnolo Aniello Fiore, pages 168-171.
10. Colantonio del Fiore, pages 96–109.
11. Agnolo Franco, pages 109-115.
12. Maestro Gennaro di Cola et Maestro Stefanone, pages 72–80.
13. Maestro Mino, pages 204-205.
14. Guglielmo Monaco, pages 206-209.
15. Giovanno Francesco Mormando, 71-77.
16. Masuccio Primo, pages 17–27.
17. Matteo Sanese, pages 116-118.
18. Giacomo de Santis, pages 80–83.
19. Masuccio Segondo, pages 35–63.
20. Carlo Sellitto, pages 248-249.
21. Maestro Simone, pages 64–72.
22. Francesco di Maestro Simone, pages 84–86.
23. Maestro Simone Pappa il vecchio, pages 172-176.
24. Antonio Solario (lo Zingaro), pages 118-141.
25. Pietro et Tommaso de' Stefani, pages 1–16.
26. Pippo (Filippo) Tesauro, pages 27–35.
27. Tesauro, pages 197-204.
28. Raimo Epifanio Tesauro, pages 211-216.
29. Nicola di Vito, pages 177-185.

## Volume II
1. Giuseppe Agelio, pages 241-244.
2. Gabriello d'Agnolo, pages 65–70.
3. Giovanni Antonio di Amato il giovane, pages 52–58.
4. Pompeo dell' Aquila, pages 163-167.
5. Ambrogio Attendolo, page 150.
6. Giovanni Battista Anticone, pages 237-240.
7. Girolamo d'Arena,
8. Pietro d'Arena, pages 163-167.
9. Pietro Afesa, pages 241-244.
10. Domenico Auria ou D'Auria, pages 166-192.
11. Giovanni Bernardino Azzolini, pages 163-167.
12. Giovanni Baglione, page 151.
13. Dionisio di Bartolomeo, pages 95–101.
14. Domenico de Benedettis, pages 241-244.
15. Silvestro Bruno (Buono), pages 219-22.
16. Annibale Caccavello (Caccabello), pages 136-142.
17. Cesare Calense, page 152.
18. D. Girolamo Capece, pages 143-149.
19. Antonio Capulongo, pages 163-167.
20. Francesco Caputo, pages 237-240.
21. Marco Cardisco connu comme Marco Calabrese, pages 59–62.
22. Lionardo Castellani, pages 163-167.
23. Giovanni Filippo Crescione, pages 163-167.
24. Giovanni Filippo Criscuolo, page 152.
25. Mariangiola Criscuolo, pages 327-330.
26. Giovanni Battista Cavagni, pages 95–101.
27. Giacomo Cosentino, page 153.
28. Giovanni Angelo Criscuolo, pages 154-162.
29. Giovanni Filippo Criscuolo, pages 154, 174-165.
30. Francesco Curia, pages 205-211.
31. Giovanni Vincenzo Corso, pages 63–64.
32. Fra Giulio Cesare Falco, page 150.
33. Antonio Fiorentino, pages 95–101.
34. Vincenzo Forlì, pages 163-167.
35. Mommetto Greuter, pages 163-167.
36. Sigismondo di Giovanni, pages 95–101.
37. Francesco Imparato, pages 143-149.
38. Girolamo Imparato, pages 212-218.
39. Giovanni Bernardo Lama, pages 114-126.
40. Pompeo Landulfo, pages 114-126.
41. Matteo da Lecce, page 151.
42. Pirro Ligorio, pages 168-173.
43. Battista Loca, pages 163-167.
44. Giacomo Manecchia, pages 163-167.
45. Ferdinando Manlio, pages 95–101.
46. Alessandro Martucci, page 151.
47. Cola della Matrice (Cola dell'Amatrice ou Nicola Filotesio), pages 143-149.
48. Marco Mazzaroppi, pages 163-167.
49. Giovanno Merliano (Giovanno da Nola), pages 1–33.
50. Vincenzo della Monica, pages 95–101.
51. Giovanni Battista Nasoni, page 153.
52. Marco Antonio Nicotera, page 152.
53. Pietro Nigrone Calabrese, pages 127-135.
54. Onofrio Palomea, pages 241-244.
55. Pietro Paolo Ponzo, page 152.
56. Simon Papa il giovane, pages 127-135.
57. Bartolomeo Pettinato, pages 237-240.
58. Pietro dell Piata, pages 109-113.
59. Marco di Pino da Siena, pages 193-204.
60. Antonio Pizzo, page 152.
61. Scipione Pulzone da Gaeta (Scipione Gaetano), pages 168-173.
62. Aniello Redito, pages 237-240.
63. Giovanni Battista Rossi, pages 237-240.
64. Muzio Rossi, pages 241-244.
65. Nunzio Rossi, pages 143-149.
66. Giovanni Pietro Russo, page 150.
67. Francesco Ruvviale, pages 143-149.
68. Andrea del Salerno, pages 33–51.
69. Novello da San Lucano, pages 65–70.
70. Girolamo Santacroce, pages 80–95.
71. Fabrizio Santafede, pages 223-236.
72. Francesco Santafede, pages 143-149.
73. Orazio Scoppa, pages 241-244.
74. Girolamo Siciolante da Sermoneta, pages 127-135.
75. Nicoló di Simone, pages 241-244.
76. Agnolo Sole, Volume 2, page 209-211.
77. Pietro Francione Spagnuoli, pages 143-149.
78. Giovanni Tomasso Splano, page 152.
79. Dezio Termisano, pages 163-167.
80. Cesare Turco, pages 102-108.
81. Père Giuseppe Valeriano (Jésuite), pages 168-173.
82. Andrea di Vito, pages 237-240.

## Volume III
1. Battistello Caracciolo
2. Bernardo Cavallino
3. Francesco Cozza
4. Domenico Gargiulo
5. Artemisia Gentileschi
6. Corrado Giaquinto
7. Tommaso Giaquinto
8. Luca Giordano
9. Andrea de Lione
10. Jusepe Ribera
11. Pacecco de Rosa
12. Francesco Solimena
13. Giovanni Battista Spinelli
14. Massimo Stanzione